# فوشيتري
فوشتري (بالألبانية: Vushtrria) هي مدينة وبلدية تقع في مقاطعة ميتروفيتسا، شمال كوسوفو. وفقا لإحصائيات 2011، يبلغ عدد سكان المدينة 26,964 نسمة، بينما يبلع عدد سكان البلدية 69,870 نسمة. تحد المدينة مدينة ميتروفيتسا من الشمال، بودوييفو من جهة الشرق، أوبيليتش من جهة الجنوب، غلوفوفاتش من جهة الجنوب الغربي، وسكندراي من جهة الغرب. تضم البلدية 67 قرية.

## توأمة
لفوشيتري اتفاقيات توأمة مع:
- ميتروفيتسا

## أشخاص من المدينة
- Isa Sadriu (1963)، لاعب كرة قدم ومدرب.
- أرميند دالكو، لاعب كرة قدم.
- Ahmed Januzi، لاعب كرة قدم.
- سمير أويكاني، لاعب كرة قدم.
- شيفكي كوكي، لاعب كرة قدم.
- نيازي كوكي، لاعب كرة قدم.

## أعلام
- رحيم آدمي
- مارا برنكوفيتش
- نيازي كوكي
- شيفكي كوكي
- سمير أويكاني